# Verkhnodniprovsk
Verkhnodniprovsk (tiếng Ukraina: Верхньодніпровськ) là một thành phố của Ukraina. Thành phố này thuộc tỉnh Dnipropetrovsk. Thành phố này có diện tích ? km2, dân số theo điều tra dân số năm 2001 là 16976 người.